# Daniel Knauf
Daniel Knauf, vystupující někdy pod pseudonemym Wilfred Schmidt nebo Chris Neal, je americký scenárista, autor komiksových knih, režisér a producent. Velmi známým se stal v roce 2003, když natočil seriál pro HBO s názvem Carnivàle.